# نوكاردية غبساء
نوكاردية غبساء (الاسم العلمي: Nocardia fusca) هي نوع من البكتيريا تتبع جنس النوكاردية من فصيلة النوكارديات.